# Alfredo Dugès
Alfredo (Alfred Auguste Dalsescantz) Dugès (Montpellier; 16 de abril de 1826 - Guanajuato, México; 7 de enero de 1910) fue un naturalista, botánico y zoólogo mexicano de origen francés.

## Biografía
Nació en 1826 en la ciudad de Montpellier en la costa sur de Francia. Para el año de 1852, Dugès obtuvo el doctorado en Medicina en la Universidad de París y posteriormente emigró a México y obtuvo un segundo doctorado en la misma disciplina en 1853 en México, para finalmente radicarse en la ciudad de Guanajuato. A la par de sus actividades médicas, impartió cursos de Historia natural en la Escuela de Estudios Superiores de Guanajuato (hoy Universidad de Guanajuato), obteniendo numerosos nombramientos y honores. En 1869 fue nombrado socio correspondiente de la Sociedad Mexicana de Historia Natural, a raíz de la fundación de la misma.Fue director de su propio museo (conocido posteriormente como Museo Alfredo Dugès) y murió en su puesto como profesor de Historia Natural del Colegio del Estado de Guanajuato, poco antes de cumplir 84 añosdebido a complicaciones por arteriosclerosis.
Dugès es descrito como una persona querida y respetada por cualquier persona que tratara con él, siendo muy conocido entre los naturalistas mexicanos de su tiempo, muestra de ello es la gran cantidad de especies y subespecies de seres vivientes dedicados a su persona.
Alfredo Dugès fue uno de los pioneros al estudiar la fauna mexicana de manera moderna y científica. Además, publicó numerosos artículos en Herpetología como de otras ramas de la Zoología y de la Botánica principalmente en la revista La Naturaleza, de la Sociedad Mexicana de Historia Natural, donde publicó un total de 85 artículos científicos, aunque el total de sus publicaciones ronda por las 150. También creando numerosas láminas de flora y fauna que quedaron a resguardo en la Universidad de Guanajuato, institución que publicó recientemente un libro con las notas zoológicas y una colección de 12 postales por el 190 aniversario del natalicio de Alfredo Dugès.
Es bien conocido que gracias a sus numerosas láminas con ilustraciones científicas, Dugès hizo que muchos mexicanos se interesaran tanto por la práctica de la ilustración científica, como por el estudio de la Herpetología y biodiversidad en general de México. También llegó a inspirar a personas en otros ámbitos, tales como el artista plástico guanajuatense Luis García Guerrero (1921-1996), quién mencionaba que las láminas que creó A. Dugès ejercieron gran influencia en su arte.

### Familia y formación académica
Su madre fue Rene Euphrosine Vanard, y fue el mayor de sus otros tres hermanos: Marie Louise, Antoinette-Eugénie y Eugenio Dugès (1826-1895), con el último compartió expediciones de colecta de ejemplares de flora y fauna mexicana en distintas localidades.

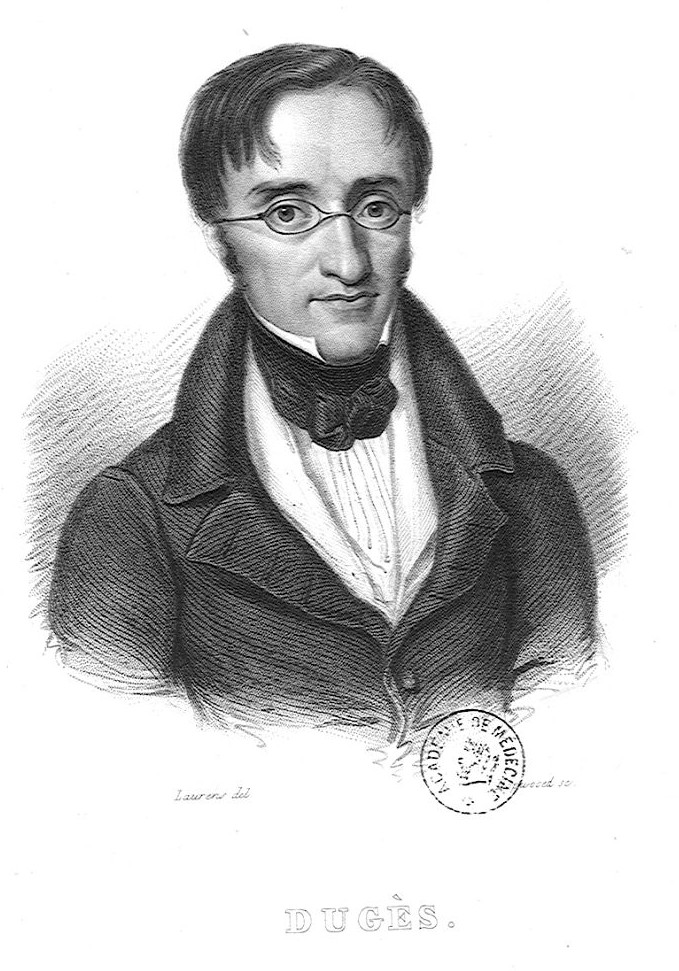
El Dr. Antoine Luis Dugès, padre de Alfredo Dugès.

Su padre, el médico y naturalista docente en la Facultad de Medicina de la Universidad de Montpellier, Antonio Luis Delsescautz Dugès (1797-1838), publicó trabajos sobre anfibios y osteología; siendo además uno de los discípulos de Georges Cuvier, quien formó parte del grupo de investigadores que ayudó a publicar la segunda edición del libro "Le regne animal distribué d'apres son organisation", fue una inspiración directa y continua hacia la vocación zoológica que desarrollaría A. Dugès, a pesar de fallecer cuando A. Dugès tenía apenas 12 años.
En 1846, a los 20 años de edad, obtuvo el título de Bachiller en Ciencias y Letras, y siguiendo los pasos de su padre, se graduó como médico en la Universidad de París a los 26 años de edad, en el año de 1852.
Después de cumplir  26 años se casó con Marie Louis Frey (1816-1885) en Inglaterra, y debido a que Marie era ocho años mayor que Alfredo, ocurrieron múltiples discusiones entre él y su madre Rene.Ya en México, vivió con su esposa Marie hasta su fallecimiento a los 69 años, y aunque nunca tuvieron hijos, adoptaron a las dos hijas de un amigo viudo de ellos: María Reynoso Ruiz y Luisa Reynoso Ruiz. Durante su establecimiento en México, Alfredo mantuvo mucho contacto con su hermano Eugenio vía postal, hasta que finalmente lo convenció para que también se mudara a México, siendo Eugenio Dugès (1826-1895) un famoso entomólogo en el país.

### Vida profesional
Apenas terminada su carrera profesional obteniendo el doctorado en Medicina en la Universidad de París, Francia en 1852, se mudó a México apenas un año después, no sin antes haber publicado ya un artículo sobre cuestiones biológicas antes de salir de su país natal. Ya estando en México, en 1853 practicó la medicina en las ciudades de Veracruz, Silao y Guadalajara, hasta que comenzó a dar clases sobre plantas y animales en Guanajuato, donde se comenzó a desarrollar como naturalista.

#### Profesor y catedrático
Dugès siendo profesor, impartía cátedras de Botánica y Zoología a alumnos de carreras en Ingeniería de Minas, Ingeniería Geógráfrica, Farmacéutica y Medicina en el antiguo Colegio del Estado de Guanajuato (hoy Universidad de Guanajuato), la Escuela Normal de Guanajuato, y la Escuela de Medicina de la Ciudad de Guanajuato, además era el encargado de mantener el jardín botánico de la primera institución.
Uno de sus muchos allegados, el ilustre Biólogo Alfonso Luis Herrera (1860-1942), lo recordaba siempre, junto con su propio padre Alfonso Herrera (1838-1901), como sus dos mayores inspiraciones profesionales. Aunque no podía ver y discutir continuamente con Dugès, mantuvieron una comunicación activa mediante cartas que sin duda influyó en el continuo desarrollo de las habilidades y conocimiento de ambos científicos.

#### Autor de libros

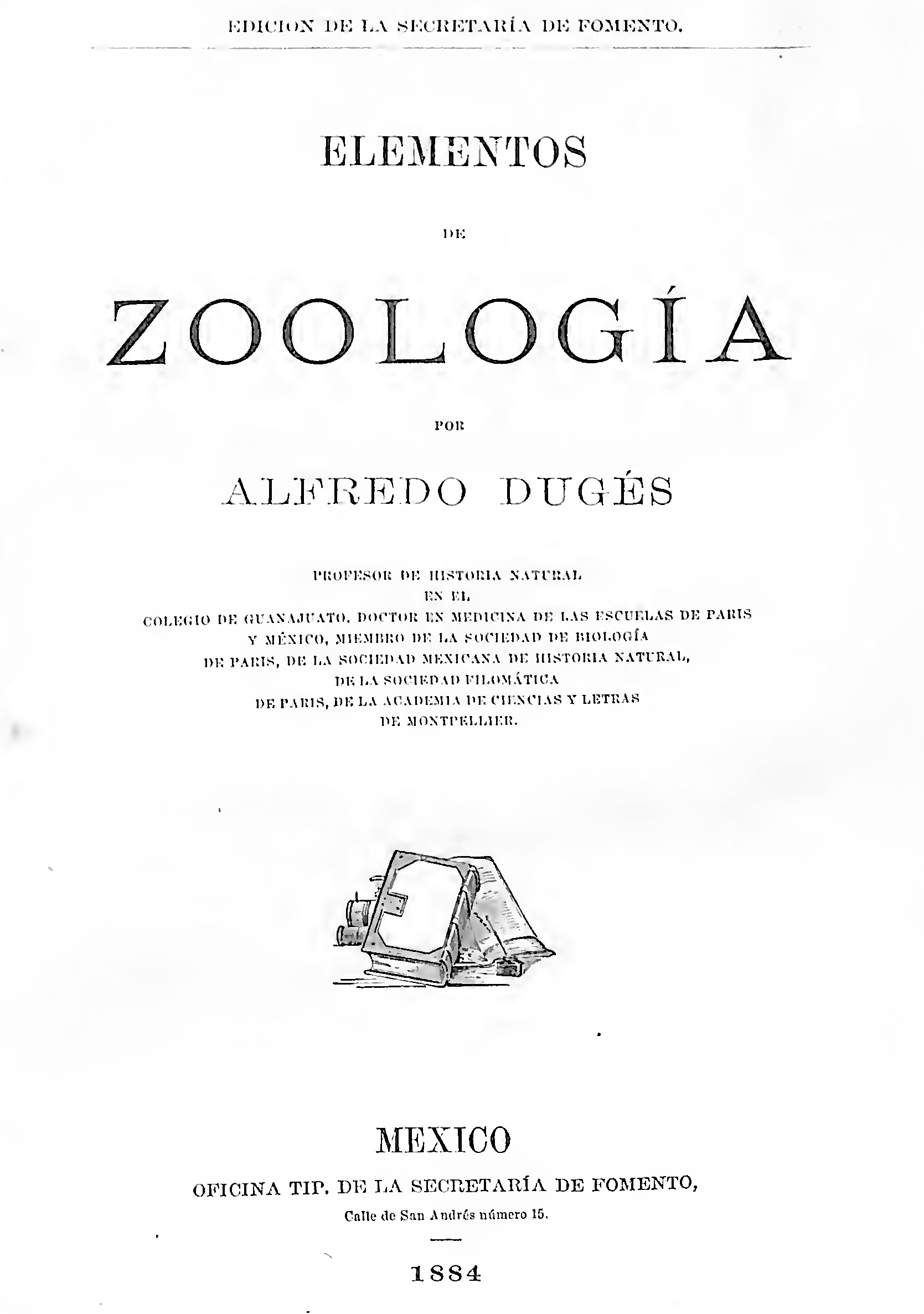
Portada del libro Elementos de Zoología, por Alfredo Dugès, 1884

Alfredo Dugès fue autor no solo de artículos científicos, sino también de otros documentos. Por ejemplo, en 1876 publicó un pequeño libreto llamado "Elementos de la Botánica al alcance de los niños", para acercar las ciencias botánicas a los niños de las escuelas básicas. Para 1878 escribió un ensayo titulado "Programa para un curso de Zoología", que como el nombre lo dice, fue un programa de materia para el Colegio del Estado de Guanajuato, que constó de un libro de 264 páginas y diversas láminas propias.
En 1884 publicaría también un libro titulado "Elementos de Zoología", este libro fue más extenso, ocupando 470 páginas. En esta ocasión impulsado por la Secretaría de Fomento, la misma secretaría designaría a ilustres naturalistas como Alfonso Herrera (1838-1901), José Ramírez (1852-1904) y Donaciano Cano y Alcacio para criticar y evaluar la calidad de dicho manuscrito, siendo juzgado de la forma más favorable a la vista de todos, por muchas razones, entre las que se encuentran el manejar prácticamente todos los temas zoológicos conocidos hasta el momento, incluyendo la reproducción, que en aquellos tiempos se trataba como un completo tabú y eran temas censurados para jóvenes estudiantes; además de siempre utilizar ejemplos de fauna mexicana con sus respectivos nombres e ilustraciones.

#### Investigación y publicaciones
Su enfoque como naturalista fue el estudio de la herpetofauna de México, siendo actualmente apodado como "El padre de la Herpetología mexicana", esto porque en 1896 publicó la obra «Reptiles y batracios de los Estados Unidos Mexicanos», donde reunió información de 182 reptiles y 37 anfibios mexicanos pero también incursionó en Mastozoología, Entomología, Ornitología, Botánica, Paleontología y otras ramas científicas del estudio de la vida.
Durante el año 1878, gracias a sus numerosas investigaciones, Dugès recibió un premio como socio destacado de la Sociedad Mexicana de Historia Natural en un evento especial presidido por el entonces presidente Porfirio Díaz.A continuación se ordenan cronológicamente y por campo de estudio, algunas de sus numerosas publicaciones.
- Publicaciones en Herpetología

1870 Una nueva especie de ajolote de la Laguna de Pátzcuaro; 1873 Estudio sobre una nueva especie de camaleón; 1875 El Obibolus doliatus - Coronella anillada; 1877 Apuntes para la monografía de los crótalos de México; 1877 Una nueva especie de saurio - Sceloporus intermedius; 1882 Nota sobre el Colcoatl o Trimorphodon (Dipsas) biscutata, D. B.; 1883 Una nueva especie de salamanquesa (Hemidactylus navarri, Alf. Dugés); 1884 Dos reptiles de México. Geopbis dugesii, Boucourt y Eumeces (Plestiodon) dugessi, Thominot; 1885 Nota sobre las coralillas (Elaps, Schneider); 1887 Adelophis copei, Argas sanchezi y Ornitomya villadae; 1888 Rhinocheilus antonii, Nobis; 1888 Erpetología del Valle de México; 1888 Batracios del Valle de México; 1888 La tortuga Polifemo; 1889 Adición a los reptiles del Valle de México; 1889 Bolsas glandulosas de los cocodrilos; 1890 Descripción de la Storeria dekayi var. anomala; 1890 Dos nuevas especies de ofidios mexicanos, Erythrolampus grammorphris y Hemigenius variabilis; 1891 Eumeces altamirani, A. Dug.; 1891 Elaps diastema var. michoaconensis, A. Dug.; 1892 Descripción del esqueleto del Rhinophrynus dorsalis, D. B.; 1892 El Dendrophidium dendrophis, Schl. Fitz. Syst. Rept. 1843; 1893 Variaciones de coloración en el Gerrhonotus imbricatus; 1893 Coleonyx elegans, Gray; 1893 Eumeces rovirosae, A. Dug.; 1893 Boa imperator, Daud; 1894 Lista de algunos reptiles y batracios de Tabasco y Chiapas; 1894 Hemichirotes tridactylus, A. Dugés; 1896 Geophis tecpanecus, A. Dugès; 1896 Amblystoma altamirani, A. Dug.; 1896 Intestino del Crocodilus americanus; 1896 Reptiles y batracios de los E. U. Mexicanos;  1897 Enyaliosaurus quinquecarinatus, T. E. Gray; 1898 Un nuevo género de ofidio; 1901 Experimento en un ajolote.
- Publicaciones en Mastozoología

1874 El tlalcayotl; 1876 Observaciones sobre el tepechichi; 1879 Nota acerca de los fetos de Cachicama novemcinctaI; 1879 Murideos caseros de Guanajuato; 1880 El perro de Chihuahua, sin. Canis gibbus; 1887 El parto de una elefanta; 1894 Apuntes biológicos acerca de Dipodomys phillipsi, Gray; 1898 Paralelos de los cráneos de caballo y de asno; 1910 Corynorhinus macrotis, raza pallescens, Gerr. S. Miller Jr. North Ame. Fauna Nº 13 (1897); 1910 Nota acerca del encéfalo de Didelphys marsupialis; 1911 El vampiro de sierra caliente.
- Publicaciones en Ornitología

1885 ¿A dónde van las golondrinas?; 1892 Ave nueva de México. Dendroica dugesi, Henry K. Coale; 1892 El tordito (Molothrus ater [Bodd] Gray); 1892 Un zanate isabelino; 1892 Huevo y feto de cuiji (Polyborus cheriway, Jacq); 1892 Instrucciones para colectores de aves. 
- Publicaciones en Ictiología

1890 Aparato venenoso del bagre (Ictalurus dugesi, Bean).
- Publicaciones en Entomología

1873 Sobre la estructura de los pelos de una oruga urticante; 1878 Nota sobre un ortóptero llamado “Timbuche” en Guanajuato; 1883 Informe acerca del axe; 1884 Documentos relativos al axe o ni-ini.; 1886 El Trichodactes lipeuroides nov. sp. (del Cervus mexicanus); 1888 La Llaveia dorsalis, nobis; 1892 Acanthia inodora, A. Dugés (chinche de los gallos); 1896 Una mariposa nueva (Ophideres raphael, A. Dugés). 
- Publicaciones en Aracnología

1883 Turicata y garrapata de Guanajuato; 1884 Atax alzatei; 1885 Opilio ischionotatus Alf. Dugés. Segador de ancas manchadas de blanco; 1886 El Trombidium dubrueilli nov. sp.; 1891 Ixodes herrerae, Alf. Dug.; 1892 El Gamasus townsendi, A. Dugés; 1892 Un nuevo ixodideo; 1892 El tlalzahuatl; 1894 Nueva especie de Trombidio mexicano.
- Publicaciones en Carcinología

1894 El Sphaeroma dugesi, n. sp. (Adr. Dollfus).
- Publicaciones en Botánica

1879 Descripción de un género nuevo de la familia de las Ramnaceas, dedicado al Sr. Mariano Bárcena; 1881 Ensayo de una clasificación anatómica de los frutos; 1889 Tingis spinosa, Alfr. Dugès; 1896 Un nuevo jahuique (Tigridia dugesi, Ser. Wats.); 1898 Flores de madera. 
- Publicaciones en Paleontología

1887 Platygonus alemanii, Nobis. Fósil cuaternario; 1894 Felis fósil de San Juan de los Lagos. 
- Publicaciones misceláneas

1869 Catálogo de animales vertebrados observados en la República Mexicana; 1870 Consideraciones generales sobre la fauna de Guanajuato; 1879 Bibliografía nacional; 1881 Algo sobre microorganismos;  1883 Consideraciones sobre la clasificación natural del hombre y de los monos; 1889 Un punto curioso de geografía zoológica; 1889 Francisco Hernández, Nova plantarum, animalium et mineralium Mexicanorum... compilata, dein á Nardo Antonio Reccho... illustrata. Romae MDCLI; 1898 El carácter en los animales.

## Museo de Historia Natural Alfredo Dugès

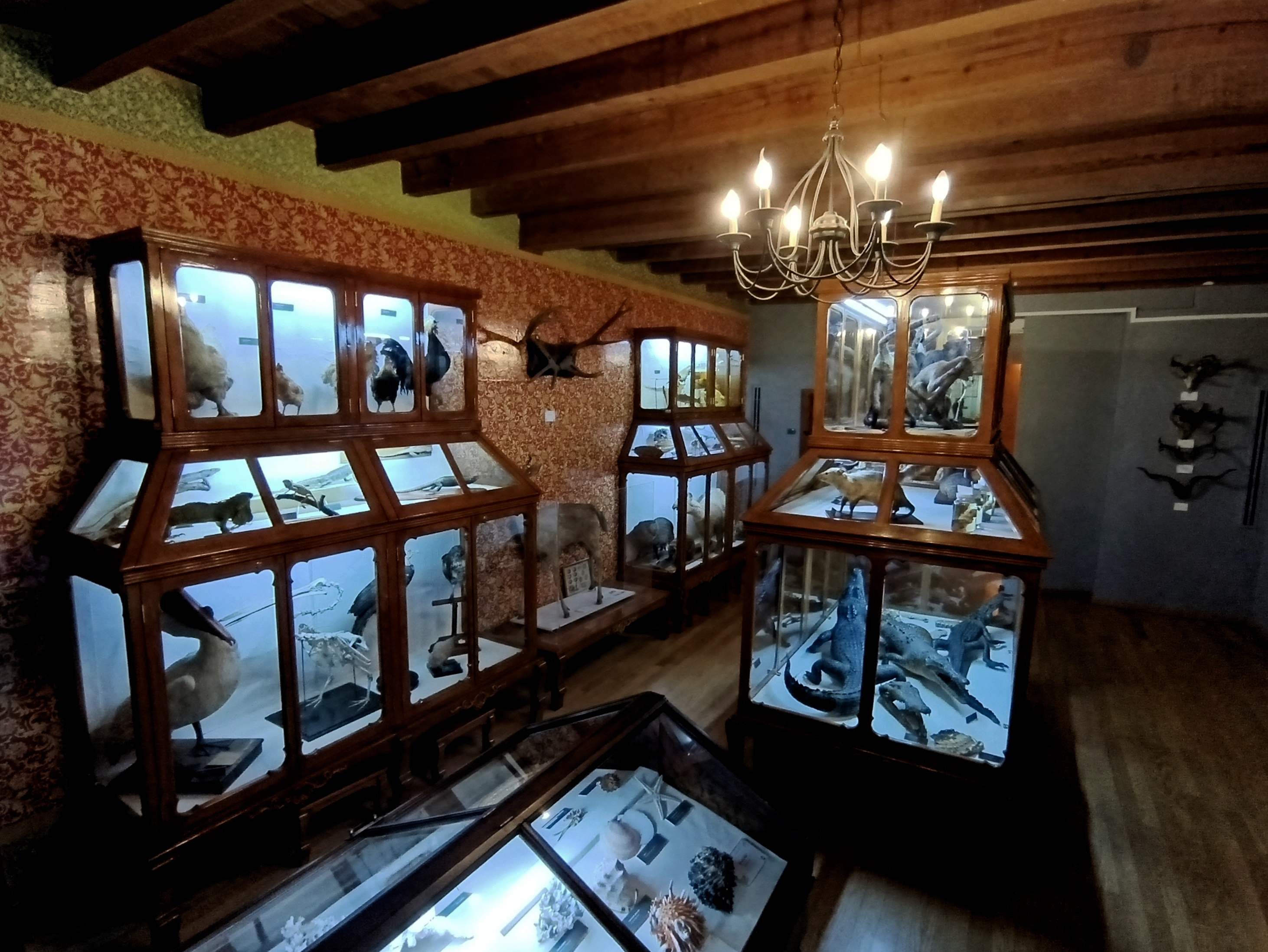
Museo de Historia Natural Alfredo Dugès.

El museo se encuentra ubicado en la planta baja del edificio central universitario de la Universidad de Guanajuato, en la ciudad capital del estado de Guanajuato.
Las colecciones existentes comenzaron con ejemplares animales y muestras minerales traídas de Europa, con los que comenzaron los gabinetes de Mineralogía e Historia Natural. Posteriormente los ejemplares de fauna mexicana en el museo se fueron depositando desde mediados del siglo XIX hasta principios del siglo XX.
Aunque muchos ejemplares eran colectados directamente por A. Dugès, también muchos de sus estudiantes, voluntarios y otros científicos mexicanos y extranjeros aportaron colectas al mismo. Parte de la colección de aves que está en el museo, fue comprada por A. Dugès al maestro Vicente Fernández Rodríguez cuando este último se encontraba al final de su vida, y quien poseía una colección de aves mexicanas bastante numerosa.

## Abreviaturas (Zoología y Botánica)

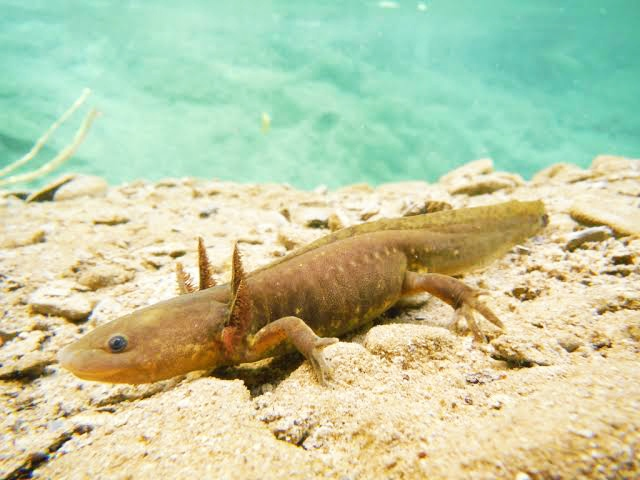
Ambystoma velasci Dugès, 1888, una de las especies de ajolote descritas por Alfredo Dugès.

La abreviatura «Dugès» se emplea en Zoología para indicar a los autores Alfredo Dugès y Eugenio Dugès como autoridades en la descripción y clasificación científica de animales y vegetales. Se puede distinguir entre ellos debido a que Alfredo describió anfibios y reptiles, mientras que Eugenio se enfocó en describir insectos.
Agunas especies de seres vivientes descritas por Alfredo Dugès son:
- Ambystoma altamirani (Dugès, 1895) (un ajolote).
- Ambystoma dumerilii (Dugès, 1870) (un ajolote).
- Ambystoma velasci Dugès, 1888 (un ajolote).
- Bipes tridactylus (Dugès, 1894) (una lagartija topo).
- Craugastor augusti (Dugès, 1879) (una rana de hojarasca).
- Sonora michoacanensis (Dugès, 1884) (una culebra de tierra).

Algunas especies vegetales dedicadas en honor a Alfredo Dugès son:
- Abutilon dugesii S.Wats (una malva).
- Acourtia dugesii (A.Gray) Reveal & R.M.King (una cola de zorra).
- Aphyllon dugesii S.Watson (un espárrago de lobo).
- Dioscorea dugesii C.B.Rob. (un camote de cerro).
- Dugesia mexicana A. Gray (una alchicolia).
- Ilex dugesii Fernald (un acebo).
- Ribes dugesii Greenm. (una grosella).
- Salvia dugesiana Epling (una salvia).
- Tigridia dugesii S.Watson (un jahuique).
- Tillandsia dugesii Baker (una bromelia).

Algunas especies animales dedicadas en honor a Alfredo Dugès son:
- Aleurodicus dugesii Cockerell, 1896 (una mosquita blanca de las plantas).
- Allotoca dugesii (Bean, 1887) (un pez tiro).

- Ceroplastes dugesii (Signoret, 1886) (una chinche de plantas).

- Geophis dugesii Bocourt, 1883 (una culebra).

- Ictalurus dugesii (Bean, 1880) (un bagre).
- Paracarsidara dugesii (Löw, 1886) (un piojo saltarín de las plantas).
- Phrynosoma orbiculare ssp. dugesii (Duméril & Bocourt, 1870) (una lagartija camaleón de montaña).
- Plestiodon dugesii (Thominot, 1883) (una lagartija eslizón).
- Rena dugesii (Bocourt, 1881) (una serpiente agujilla).
- Sceloporus dugesii Bocourt, 1874 (una lagartija espinosa).
- Scherotheca dugesi (Rosa, 1895) (un anélido lumbrícido marino).
- Setophaga petechia ssp. dugesi Coale, 1887 (un chipe).
- Trichobius dugesii Townsend, 1891 (una mosca parásita de murciélagos).